# Dolores Duran

Macedo Neto e Dolores Duran.

Dolores Duran, nome artístico de Adiléia Silva da Rocha (Rio de Janeiro, 7 de junho de 1930 — Rio de Janeiro, 24 de outubro de 1959), foi uma cantora, compositora e instrumentista brasileira.

## Biografia e carreira
Nasceu em uma casa humilde, em uma vila, na rua do Propósito, no bairro da Saúde, Zona Central do Rio de Janeiro, onde morou por alguns anos. Teve uma infância pobre e não conheceu seu pai biológico. Cresceu ao lado de sua mãe, Josepha Silva da Rocha, seu padrasto, Armindo José da Rocha, e suas duas meias-irmãs, Solange e Denise. Ainda na infância mudou-se para um cortiço no bairro da Piedade, onde foi criada. Desde criança gostava de cantar e sonhava em ser famosa. Aos oito anos de idade contraiu uma febre reumática, que quase a levou à morte, e que deixou como sequela um sopro cardíaco gravíssimo.
Aos doze anos de idade, influenciada pelos amigos e convicta de seus sonhos pessoais, resolveu, com a permissão da mãe, inscrever-se num concurso de cantores. Surpreendentemente, ela cantou muito bem, como uma profissional, mesmo sem nunca ter estudado música, e conquistou o primeiro prêmio no programa Calouros em Desfile, de Ary Barroso. As apresentações no programa tornaram-se frequentes, fixando-a na carreira artística. Contrariando a mãe, deixou os estudos para dedicar-se somente a música.
Embora quisesse ser cantora, era muito difícil conseguir de fato uma vaga. Para isso, fez o único teste disponível no momento, que era para atriz. Gravou o texto e fez uma boa cena, e venceu outras candidatas, conseguindo trabalhar como atriz nas rádios Cruzeiro do Sul e Tupi, nesta última no programa "Hora do Guri".
Já na adolescência, a jovem ainda mantinha o sonho de ser cantora profissional. Ela trabalhava em casa junto de sua mãe e irmãs, costurando e lavando roupas para fora, e aos finais de semana participava como atriz na rádio, até que no final dos anos 1940, ela conheceu um casal rico e influente: Lauro e Heloísa Paes de Andrade. Heloísa, muito rica, dava saraus e concertos em sua mansão, e percebendo a belíssima voz da jovem em um concurso de música, a convidou para se apresentar em sua casa. Muito emocionada, Adiléia aceitou, e fez um grande sucesso, chamando a atenção de radialistas que frequentavam a festa, e assim, fora chamada para gravar algumas canções. Eles a ajudam a se tornar realmente uma cantora e a levam em diversos lugares chiques e reconhecidos, frequentado por famosos. Lauro passa a chamá-la de Dolores Duran, nome inspirado certamente no da atriz americana Dolores Moran, que chegou a ser capa de revista no Brasil.
Sem nunca ter estudado línguas, aprendeu sozinha a cantar em inglês, francês, italiano, espanhol e até em esperanto. Ella Fitzgerald durante sua passagem pela bela cidade do Rio de Janeiro, nos anos 1950, foi à boate Baccarat especialmente para ouvir Dolores e entusiasmou-se com a interpretação para "My Funny Valentine" - a melhor que já ouvira, declarou Fitzgerald.
No início de sua peregrinação pelas boates cariocas dos anos 1950, um jornalista passou a elogiá-la constantemente em sua coluna. Esse jornalista era o pernambucano radicado no Rio, Fernando Lobo (compositor bissexto) e pai do músico Edu Lobo, cuja coluna "Mesa de Pista" era publicada no Jornal O Globo. Outro jornalista, também pernambucano e que também estava radicado no Rio, e que a incentivou muito foi Antônio Maria, pois escrevia publicações sobre ela.

## Vida pessoal
Dolores Duran passou a receber inúmeros convites para cantar na noite carioca. Ela cantava em diversas boates no mais boêmio e encantador bairro daquela época: a Lapa. Fazendo cada vez mais sucesso, o conservadorismo da época começou a pesar, recebendo críticas da família por beber, fumar e chegar de manhã em casa, mas nada disto a fez desistir do seu sonho de sobreviver exclusivamente da música.
Sempre dedicada, já tocava violão, o que aprendeu sozinha, e passou a cantar músicas internacionais no programa "Pescando Estrelas", no qual só havia cantoras jovens e conceituadas. Lá ela conheceu e se tornou melhor amiga da cantora da importante Rádio Guanabara e da famosa Rádio Nacional, Julie Joy. Através de Julie, Dolores começou a cantar na Rádio Guanabara, e consolidou sua carreira. Ela sempre ia para a Zona Sul gravar as músicas nos estúdios da rádio. Dolores decidiu que era hora de ser independente: já havia conquistado sua independência financeira, agora era hora de ter sua liberdade pessoal. Com muita tristeza, se despediu da mãe, do padrasto e das irmãs, e saiu de casa. Ela e Julie alugaram um apartamento em Copacabana, pois era mais perto do estúdio da rádio, e Dolores não precisaria ir de bonde até Piedade, e chegar tarde em casa. Apesar disso, Dolores sempre ia visitar sua família e jamais esqueceu sua origem humilde.
Dolores teve muitos namorados. O primeiro foi um garçom da boate Vogue, onde cantava. Ele a traiu e, arrependido, quis voltar. Dona de um temperamento forte, ela não o perdoou. Após outros relacionamentos esporádicos, conheceu e começou a namorar o compositor paraense Billy Blanco, com quem ficou por seis meses. Eles eram muito unidos, e Dolores gravou algumas de suas canções, já que Billy escrevia várias letras. Dolores também escrevia algumas letras, que ele gravou. Após o término amigável, manteve outros relacionamentos, até que iniciou um namoro com João Donato. A relação  também durou seis meses. Entretanto, a intenção de ficarem juntos sofreu o preconceito social e racial: a família do rapaz não aceitava que ele namorasse uma cantora da noite, mulata e mais velha que ele. De noivado marcado, ele acatou a decisão da família e abandonou Dolores, indo viver no México. Sofrendo muito com tudo isso, compôs músicas intensas e de muito sucesso nessa época.
A década de 1950 se iniciou marcante para Dolores, que passou a cantar nas sofisticadas boates do famosíssimo Hotel Glória, sendo convidada para viajar em turnês pelo Brasil.
A estreia de Dolores no disco foi em 1952, chamado Músicas para o Carnaval, gravando dois sambas para o Carnaval do ano seguinte: "Que Bom Será" (Alice Chaves, Salvador Miceli e Paulo Márquez) e "Já Não Interessa" (Domício Costa e Roberto Faissal). Em 1953, gravou "Outono" (Billy Blanco), e "Lama" (Paulo Marquez e Alice Chaves). Dois anos depois, vieram as canções "Canção da Volta" (Antônio Maria e Ismael Neto), "Bom É Querer Bem" (Fernando Lobo), "Praça Mauá" (Billy Blanco) e "Carioca" (Antônio Maria e Ismael Neto).
Em 1955, seu coração não suportou: foi vítima de um infarto, tendo passado trinta dias internada no Hospital Miguel Couto. Isto ocorreu pois Dolores resolveu não seguir as restrições que os médicos lhe determinaram, como dormir cedo, evitar bebidas e cigarro, e não vivenciar fortes emoções. Por não seguir tais recomendações, acabou agravando seus problemas cardíacos, pois abusava do cigarro (fumava mais de três carteiras por dia), e da bebida alcoólica, principalmente a vodka e o uísque, que sempre a acompanhavam na noite e às vezes durante o dia. Ela temia a morte, e convivia com isso desde criança, então, queria viver intensamente tudo o que tinha para viver. Dolores se entregava totalmente aos seus desejos sem pensar no amanhã.
Nas madrugadas, sem conseguir dormir, e sozinha, ela escrevia suas letras nas mesas dos bares, bebendo e fumando, ouvindo canções de bolero, salsa, choro e samba. Inspirava-se em seus casos amorosos e na sua vida em geral, suas alegrias e tristezas para compor suas inesquecíveis letras.
Nesse mesmo ano de 1955, na gravadora Copacabana,  conheceu o cantor e compositor Macedo Neto, de quem gravou diversos sambas. Os dois iniciaram uma amizade, e logo se apaixonaram.
Após alguns meses de namoro, Dolores descobriu estar grávida, o que não havia planejado. Um pouco assustada, mas muito feliz, saiu do apartamento que dividia com sua amiga Julie Joy, e foi morar na casa de Macedo Neto. Preparando o enxoval do bebê e os documentos para o casamento oficial, Dolores, com dois meses de gestação, teve uma forte metrorragia, e foi internada. Lá descobriu que sofreu um aborto espontâneo, e que por ter sido aquela uma gravidez ectópica, havia ficado estéril. Este fato a abalou profundamente, e a fez entrar em depressão.
O casal, então, tentou fortalecer sua união, e tentando recuperar-se desse episódio, Dolores e Macedo casaram-se em um cartório local, em uma pequena cerimônia civil, e fizeram uma discreta reunião para amigos íntimos e familiares. Dolores Duran passou a assinar Adiléia Silva da Rocha Macedo. Dolores ficou muito triste, pois sua mãe não compareceu ao seu casamento. Só uma de suas irmãs compareceu à cerimônia. Com o tempo, as brigas devido ao machismo e ao ciúme do marido aumentaram consideravelmente. Entre idas e vindas, ela descobriu que seu marido proibiu sua mãe de comparecer ao casamento por ela ser negra. Após sentir-se atacada por tamanho preconceito, entrou com o pedido de separação, porém, após meses separados, ela o perdoou e ambos voltaram.
Em 1956, após mais um ano de um casamento recheado de muitas discussões e brigas violentas, com muitas humilhações, agressões e traições, Dolores optou pela separação e saiu de casa. Muito abalada, e sofrendo de insônia, passou a misturar calmantes com bebida alcoólica, além de fumar mais que antes.
Em referência à mais uma separação dolorosa que teve, Dolores compôs a canção "Fim de Caso", gravada em 78 rpm, um estrondoso sucesso, que a levou direto para a Europa, onde ela cantou e se apresentou em diversos países, nas mais conceituadas casas de show. Lá, ela montou um conjunto musical, com cantores e compositores brasileiros e europeus. Passou a se apresentar dia e noite, fazendo muito sucesso. Da Europa, ela foi cantar no Uruguai, na União Soviética e na China, na companhia de seu conjunto musical, mas o conjunto musical se desfez, por desentendimento dela com o grupo, que queria que ela cantasse outros ritmos que ela não queria cantar. Separada do grupo, Dolores passou a viajar sozinha por diversos países em uma turnê, e então, realizou um de seus grandes sonhos, que era conhecer Paris. Fazendo diversos shows pela cidade luz, viveu lá por seis meses.
De volta ao Brasil em 1957, fez muito sucesso na TV e nas rádios com a canção "A Fia de Chico Brito", composta por Chico Anysio.
Neste mesmo ano de 1957, realizou o maior sonho de sua vida, e recebeu a maior bênção que podia ter: uma filha. Sua empregada, Rita, era amiga da mãe da menina, que faleceu no parto, pois não aguentou ter perdido o marido num dos maiores acidentes de trem do Rio de Janeiro. Sem ter condições financeiras de criar a menina, e por ser solteira, levou a bebê com três dias de vida para sua patroa conhecer. Dolores se encantou pela menina, e a queria como sua filha. Tentando entrar com o pedido de adoção, mais uma vez o preconceito se fez presente, por ela ainda ser casada, tendo que constar o nome de seu marido na certidão da criança. Como Dolores também não possuía o nome de seu pai no seu registro, pensou em todo preconceito social que a filha sofreria. Como ainda era apaixonada por Macedo e ele sempre insistia para reatarem o matrimônio, ela resolveu procurá-lo. Após conversarem, ele decidiu provar que se arrependeu de seus preconceitos, e aceitou adotar esta menina negra e órfã. Eles então tiveram o pedido de adoção concedido pela justiça, e conseguiram a guarda oficial da menina, e a batizaram de Maria Fernanda da Rocha Macedo.
Tentando dedicar-se a vida de esposa e mãe, os compromissos profissionais só intensificavam-se. Tentando criar hábitos saudáveis, era muito difícil controlar sua ansiedade, insônia e seu temperamento forte, o que a fazia recorrer aos barbitúricos, cigarros e bebidas alcoólicas, a deixando muito culpada e depressiva. As constantes brigas entre o casal voltaram. Ele queria que a esposa deixasse a vida profissional para cuidar do casamento e da filha. Após descobrir novas traições e cansada de sofrer com os ciúmes, humilhações e agressões do marido, Dolores então terminou definitivamente o casamento em 1958, e os dois se desquitaram. Ela, então, voltou a assinar seu sobrenome de solteira, vendeu seu apartamento e comprou um casarão na Zona Sul do Rio de Janeiro, para onde levou sua mãe, que vivia sozinha e estava viúva.
Recém desquitada e fazendo cada vez mais sucesso, um jovem compositor apresentou a Dolores uma composição dele e de Vinícius de Moraes. Tratava-se de Antônio Carlos Jobim em início da carreira. Em três minutos Dolores pegou um lápis de sobrancelha e compôs a letra da canção "Por Causa de Você". Vinícius ficou encantado com a letra e, gentilmente, cedeu o espaço a Dolores. Foi revelado, a partir daí, o talento de Dolores para a composição e grandes sucessos, como "Estrada do Sol", "Ideias Erradas", "Minha Toada" e "A Noite do Meu Bem", entre outros. No entanto, não gravou todas as suas composições, pois o seu repertório estava mais centrado no lado intérprete, além de que seu lado compositora surgiu mais especificamente nos dois últimos anos de sua curta vida. Nesse período, compôs algumas das mais marcantes canções da MPB, como "Castigo" e "Olha o Tempo Passando", entre tantas outras. Seu parceiro mais constante foi o pianista Ribamar. Neste mesmo ano, após ter se relacionado amorosamente com diversos atores, compositores e cantores, conheceu um músico mais jovem, chamado Nonato Pinheiro. Ele gostou da cantora, e em pouco tempo de amizade, começaram a namorar.

## Morte
Na noite de 23 de outubro de 1959, depois de um show na boite Little Club, a cantora saiu com seu namorado, Nonato, e com seus amigos, incluindo Julie Joy, para uma festa musical da alta sociedade, somente para artistas selecionados, no requintado Clube da Aeronáutica. Ao sair desse evento, resolveram fechar a noite bebendo, dançando e ouvindo canções na boate Kit Club. A cantora chegou em casa muito alegre, às sete da manhã, do dia 24 de outubro.
Em seguida, após dar banho e se divertir com sua filha na banheira, a arrumou e a entregou para a babá, pois ia dormir, já que tinha um show para fazer à noite. Mesmo cansada, estava tranquila, e muito simpática, passou os últimos cuidados à empregada Rita: "Não me acorde. Estou cansada. Vou dormir até morrer!", disse, brincando e sorrindo. No quarto, enquanto dormia, sofreu um infarto fulminante – que, à época, foi associado a doses excessiva de barbitúricos, cigarros e bebidas alcoólicas.
À noite, a empregada bateu em seu quarto, visto a demora para acordar, já que a cantora nunca se atrasava para nenhum show. Após conseguir pedir ajuda para arrombar a porta, Rita se desesperou ao perceber que Dolores havia falecido.
A morte prematura de Dolores Duran, aos 29 anos, interrompeu uma trajetória vivida intensamente. A cantora e grande amiga Marisa Gata Mansa levou os últimos versos de Dolores para Carlos Lyra musicá-los. Nasceu assim o clássico "O Negócio É Amar".
O ex-marido de Dolores criou a filha adotiva do casal, que em entrevistas disse ser grata a esta mulher que a acolheu como filha, embora não se lembre dos momentos que passaram juntas, por ter apenas dois anos de idade na época do falecimento da mãe. Mesmo assim, disse amá-la profundamente, e que até os dias atuais ainda cultua sua memória, tentando manter viva através de outros músicos a obra de sua mãe. Encontra-se sepultada na Quadra 55, sepultura 21.556 no Cemitério do Caju, no Rio de Janeiro.

## Samba-canção
Dolores Duran foi um grande expoente, como cantora e compositora, do gênero samba-canção, surgido na década de 1930. Além dela, destacam-se nesse gênero Maysa Matarazzo, Nora Ney, Dalva de Oliveira e Ângela Maria.
O gênero samba-canção, pode ser comparado ao bolero pela exaltação do amor-romântico ou pelo sofrimento por um amor não realizado. O samba-canção antecedeu o movimento da bossa nova, surgido ao final da década de 1950. Mas este último, um amálgama do jazz norte-americano com o samba do Rio de Janeiro, representou um refinamento e uma maior leveza nas melodias e interpretações, que substituíram o drama pessoal e as melodias melancólicas.

## Discografia
| Álbuns de inéditas - Dolores Viaja (1955) - Dolores Duran Canta para Você Dançar (1957) - Dolores Duran Canta para Você Dançar Nº 2 (1958) - Este Norte É Minha Sorte (1959) - Entre Amigos (2009) | Álbuns de compilação - Dolores Duran (1956) - A Música de Dolores (1959) - Estrada da Saudade (1960) - A Noite de Dolores (1960) - Dolores Duran bem Acompanhada (1999) - Bis - Dolores Duran (2000) |

### Composições próprias
| - "A Morte Deste Amor" - "A Noite do Meu Bem" - "Arrependimento" (com Fernando César) - "Canção da Tristeza" (com Édson Borges) - "Castigo" - "Céu Particular" (com Billy Blanco) - "Deus Me Perdoe" (com Édson Borges) - "Estrada do Sol" (com Tom Jobim) - "Falsos Amigos" - "Fim de Caso" - "Idéias Erradas" (com Ribamar) - "Leva-me Contigo" - "Minha Toada" (com Édson França) - "Não me Culpe" - "Noite de Paz (Dá-me Senhor)" - "O Negócio É Amar" (com Carlos Lyra) - "O Que é Que Eu Faço" (com Ribamar) | - "Olhe o Tempo Passando" (com Édson Borges) - "Patinho Feio" (com Oscar Castro-Neves) - "Pela Rua" (com Ribamar) - "Por Causa de Você" (com Tom Jobim) - "Prece de Vitalina" (com Chico Anysio) - "Quem Foi?" (com Ribamar) - "Quem Sou Eu?" (com Ribamar) - "Se é Por Falta de Adeus" (com Tom Jobim) - "Se Eu Tiver" (com Ribamar) - "Se Quiseres Chorar" (com Carlos Lyra) - "Só Ficou a Saudade" (com Fernando César) - "Solidão" - "Sou Toda Sua" (com Fernando César) - "Ternura Antiga" (com Ribamar) - "Tome Conta de Você" (com Édson Borges) - "Volte num Dia de Chuva" (com Fernando César) - "Vou Chorar" (com Lúcio Alves) |